# Ernestine Davis
Ernestine „Tiny“ Davis (* 5. August 1907 in Memphis; † 30. Januar 1994 in Chicago) war eine US-amerikanische Jazztrompeterin und Sängerin des Swing. Sie wurde aufgrund ihres Könnens auch als „weiblicher Louis Armstrong“ bezeichnet.

## Leben
Davis wuchs in Memphis auf und erlernte ab 13 Jahren Trompetenspiel, wobei sie nur den üblichen Schulunterricht erhielt und ansonsten besonders ihr Vorbild Louis Armstrong auf Schallplatten studierte. Dann zog sie über St. Louis in das Zentrum des Jazz im Mittleren Westen Kansas City, wo sie für wenig Geld in Nachtclubs spielte und die Musik in sich aufsog. Ihr erstes festes Engagement hatte sie mit den Harlem Playgirls Mitte der 1930er Jahre.
1941 wurde sie von Jesse Stone für die International Sweethearts of Rhythm, eine weitere reine Frauenband, rekrutiert. Sie war dort Solotrompeterin und Sängerin. Ihre füllige Figur (die ihr den Spitznamen Tiny eintrug) nutzte sie dabei für komische Gesangsnummern (und andere Novelty-Nummern). Sie blieb bis 1946 bei den Sweethearts, fast bis zu deren Ende. Der Hauptgrund war nach ihren eigenen Aussagen die Freundschaft zu den Bandmitgliedern, denn sie hatte bessere Angebote (Louis Armstrong bot ihr einmal das Zehnfache ihrer Gage), und die Sweethearts wurden sehr schlecht bezahlt.
Weil sie lesbisch war, wurde sie aus der Jazzszene von Kansas City ausgeschlossen. Folglich packte sie ihre Sachen und zog mit Partnerin Ruby Lucas (Pianistin, bei den Sweethearts am Schlagzeug) nach Chicago. Dort gründete sie 1947 ihre eigene Band Tiny Davis and her Hell Divers mit sechs Mitgliedern, teilweise von den Prairie View Coeds übernommen (die Mädchen hatten ihren Namen vom Prairie View College in Texas, dessen Schulband sie mal waren); auch Ruby Lucas gehörte zeitweise zur Band. Sie spielten im Apollo Theater und New Yorker Clubs und tourten in der Karibik (Jamaika, Trinidad, Puerto Rico); danach ließen sie sich in Chicago nieder. Zu den Musikerinnen gehörte die Altsaxophonistin Bert Etta Birdie Davis, die später Dinah Washington begleitete (die sie Ladybird nannte), die Pianistin Maurine Smith, die Schlagzeugerin Helen Cole, die Tenorsaxophonistin Margaret Backstrom und die Bassistin Eileen Chance. Tiny Davis selbst sang, spielte Trompete und andere Instrumente und dirigierte. 1951 nahm sie mit ihrem Orchester für Decca Records auf.
Mit ihrer Partnerin und Freundin Ruby Lucas betrieb Davis in den 1950ern die Bar Tiny and Ruby´s Gay Spot in Chicago, die bis 1958 bestand und auch als Jazzclub fungierte. Davis war als Musikerin bis 1982 in der Chicagoer Szene tätig, bis ihre Arthritis so weit fortschritt, dass sie nicht mehr stehen konnte.
Heute gilt Davis als wichtige Figur in der Jazzszene Chicagos und in der LGBTQ*-Geschichte der Stadt. 1988 drehten Greta Schiller und Andrea Weiss einen Dokumentarfilm über sie, Tiny and Ruby: Hell Divin Women, der auf dem San Francisco Film and Video Festival einen Preis als bester Dokumentarfilm gewann.